# ФК Анжи
Фудбалски клуб Анжи Махачкала (рус. Футбольный клуб «Анжи» Махачкала) био је руски фудбалски клуб из Махачкале, главног града Дагестана.

## Историја
Клуб је основан 1991. године и тада се такмичио у првенству Дагестана. Наредне године клуб почиње да се такмичи у Другој дивизији Русије, а 1996. улази у Прву дивизију. Године 1999. клуб се пласирао у Премијер лигу Русије. У првој години играња заузимају четврто место што им је тада био најбољи пласман у историји, а 2001. играју у финалу Купа Русије, где губе од московске Локомотиве.
Анжи је 2002. након три сезоне играња у Премијер лиги испао у нижи ранг. Наредних седам сезона се такмичио у Првој лиги, а 2009. је као првак Прве лиге обезбедио повратак у Премијер лигу. Јануара 2011. клуб је преузео милијардер Сулејман Керимов. Већ у другој сезони 2011/12. Анжи је остварио до тада најбољи лигашки пласман, пето место, чиме је такође обезбедио и своје друго учешће у европским такмичењима. У УЕФА лиги Европе у сезони 2012/13. успео је да стигне до осмине финала, где је у двомечу бољи био Њукасл јунајтед. Сезону 2012/13. је завршио на трећем месту у Премијер лиги, што је најбољи резултат у историји клуба, док је у свом другом финалу Купа Русије (прво 2001) поново поражен, овог пута од московског ЦСКА са 4:3 на пеналима након 1:1 из регуларног дела и продужетака.

## Успеси
- Премијер лига Русије:

Трећи (1): 2012/13.
- Фудбалска национална лига Русије:

Првак (2): 1999, 2009.
- Куп Русије у фудбалу:

Финалиста (2): 2000/01, 2012/13.

## Анжи у европским такмичењима
| Сезона   | Такмичење        | Коло               | Противник        | Домаћин | Гост | Укупан резултат |
| -------- | ---------------- | ------------------ | ---------------- | ------- | ---- | --------------- |
| 2001/02. | УЕФА куп         | 1. коло            | Ренџерс          | 0:11    |      | 0:1             |
| 2012/13. | УЕФА лига Европе | 2. коло кв.        | Хонвед           | 1:0     | 4:0  | 5:0             |
| 2012/13. | УЕФА лига Европе | 3. коло кв.        | Витесе           | 2:0     | 2:0  | 4:0             |
| 2012/13. | УЕФА лига Европе | Плеј оф            | АЗ Алкмар        | 1:0     | 5:0  | 6:0             |
| 2012/13. | УЕФА лига Европе | Група А            | Ливерпул         | 1:0     | 0:1  | 2. место        |
| 2012/13. | УЕФА лига Европе | Група А            | Удинезе          | 2:0     | 1:1  | 2. место        |
| 2012/13. | УЕФА лига Европе | Група А            | Јанг бојс        | 2:0     | 1:3  | 2. место        |
| 2012/13. | УЕФА лига Европе | Шеснаестина финала | Хановер 96       | 3:1     | 1:1  | 4:2             |
| 2012/13. | УЕФА лига Европе | Осмина финала      | Њукасл јунајтед  | 0:0     | 0:1  | 0:1             |
| 2013/14. | УЕФА лига Европе | Група К            | Тотенхем хотспер | 0:2     | 1:4  | 2. место        |
| 2013/14. | УЕФА лига Европе | Група К            | Шериф Тираспољ   | 1:1     | 0:0  | 2. место        |
| 2013/14. | УЕФА лига Европе | Група К            | ФК Тромсе        | 1:0     | 1:0  | 2. место        |
| 2013/14. | УЕФА лига Европе | Шеснаестина финала | Генк             | 0:0     | 2:0  | 2:0             |
| 2013/14. | УЕФА лига Европе | Осмина финала      | АЗ Алкмар        | 0:0     | 0:1  | 0:1             |

1 Одиграна је само једна утакмица на неутралном терену у Варшави, Пољска, због безбедносних разлога у Русији.

## Познати играчи
- Роберто Карлос
- Самјуел Ето
- Вилијан
- Мбарк Бусуфа
- Балаж Џуџак